# 덤뮤
덤뮤(1999년 ~ )는 중국의 가수다. 2024년 싱글 앨범 [FREEDOM]으로 데뷔했다.

## 방송
- 너의 목소리가 보여 10 (2023) - 박재범&정찬성 편 최후의 3인
- 랩:퍼블릭 (2024)

## 음반
- FREEDOM (2024)
- SPIDER WEB (2024)

## 공연
- Friday Hiphop Show vol.6 (2024)

## 기타
- 유사시류 <바다바다바다> (2021) - 작사/작곡/피처링